# (100354) 1995 TR4
(100354) 1995 TR4 es un asteroide perteneciente al cinturón de asteroides, descubierto el 15 de octubre de 1995 por el equipo del Spacewatch desde el Observatorio Nacional de Kitt Peak, Arizona, Estados Unidos.

## Designación y nombre
Designado provisionalmente como 1995 TR4.

## Características orbitales
1995 TR4 está situado a una distancia media del Sol de 2,413 ua, pudiendo alejarse hasta 2,729 ua y acercarse hasta 2,096 ua. Su excentricidad es 0,131 y la inclinación orbital 1,817 grados. Emplea 1369 días en completar una órbita alrededor del Sol.

## Características físicas
La magnitud absoluta de 1995 TR4 es 17,4.